# Folkomröstningen om fortsatt brännvinsförbud i Norge 1926
Folkomröstningen om fortsatt brännvinsförbud i Norge 1926 hölls den 18 oktober 1926 och handlade om ifall Norge skulle fortsätta förbjuda spritdrycker och dessertvin. Förbudet hade införts 1919.
Frankrike pressade på, eftersom deras alkoholexport minskade, och till slut hölls en folkomröstning om att fortsätta förbjuda alkohol eller inte. Stöd till förbudet minskade i varje fylke. Motstånd till förbudet fanns bland annat i Oslo, och andra större orter som Bergen. Efter detta avskaffades förbudslagen. Resultatet var:
- Fortsätt förbudet — 44,3 %
- Avsluta förbudet — 55,7 %

## Resultat efter fylke
| Fylke           | Fortsätt förbudet röster (%) | Fylke            | Fortsätt förbudet röster (%) |
| --------------- | ---------------------------- | ---------------- | ---------------------------- |
| Østfold         | 42.8                         | Akershus         | 17.1                         |
| Oslo            | 13.0                         | Hedmark          | 24.0                         |
| Oppland         | 39.9                         | Buskerud         | 26.4                         |
| Vestfold        | 28.3                         | Telemark         | 53.4                         |
| Aust-Agder      | 66.0                         | Vest-Agder       | 69.0                         |
| Rogaland        | 73.1                         | Hordaland        | 70.9                         |
| Bergen          | 32.8                         | Sogn og Fjordane | 71.3                         |
| Møre og Romsdal | 77.2                         | Sør-Trøndelag    | 48.1                         |
| Nord-Trøndelag  | 59.0                         | Nordland         | 50.6                         |
| Troms           | 56.7                         | Finnmark         | 52.0                         |